# Metodistkyrkans Sångarförbund
Metodistkyrkans Sångarförbund var en riksorganisation som organiserade körer i Sverige.

## Historik
Metodistkyrkans Sångarförbund bildades 1 november 1953 på initiativ av pastorn Thorvald Källstad vid Metodistkyrkans teologiska seminarium. Förbundets uppdrag var att stärka gemenskapen mellan körerna inom Metodistkyrkan i Sverige och främja den kristna sången. Förbundskören framträdde för första gången 1954 vid Metodiskkyrkans årskonferens. Under senare år blev det även möjligt för orkestrar att bli medlem i förbundet. Förbundet blev 1970 medlem i Körsam. År 1983 hade förbundet 1200 medlemmar som bestod av 85 körer, grupper och orkestrar. Förbundet uppgick tillsammans med Svenska Baptisternas Sångarförbund och Svenska Missionsförbundets sångarförbund 1 januari 2012 och bildade Equmeniakyrkans sångarförbund.

### Tidning
Svenska Baptisternas Sångarförbund, Svenska Missionsförbundets sångarförbund  och Metodistkyrkans Sångarförbund gav i samarbete med Frikyrkliga studieförbundet ut musiktidningen Mixturen med notbilagor. Tidningen gavs ut från 1970 till 1998.